# Skilanglauf-Weltcup 1984/85
Der Skilanglauf-Weltcup 1984/85 war eine von der FIS organisierte Wettkampfserie. Der Weltcup begann am 9. Dezember 1984 in Cogne und endete am 17. März 1985 in Oslo. Höhepunkt der Saison waren die Nordischen Skiweltmeisterschaften 1985 vom 17. bis 27. Januar in Seefeld in Tirol. Für die dort ausgetragenen Einzelwettbewerbe wurden – mit Ausnahme des 5-km-Langlaufs der Damen – auch Weltcuppunkte vergeben.

## Männer

### Podestplätze Männer
| Datum                                | Austragungsort | Disziplin         | Sieger                                                                  | Zweiter                                                                    | Dritter                                                                        |
| ------------------------------------ | -------------- | ----------------- | ----------------------------------------------------------------------- | -------------------------------------------------------------------------- | ------------------------------------------------------------------------------ |
| 09.12.1984                           | Cogne          | 15 km             | Pål Gunnar Mikkelsplass                                                 | Kari Härkönen                                                              | Gunde Svan                                                                     |
| 15.12.1984                           | Davos          | 30 km             | Ove Aunli                                                               | Pål Gunnar Mikkelsplass                                                    | Tor Håkon Holte                                                                |
| 16.12.1984                           | Davos          | 4 × 10 km Staffel | Norwegen IArild Monsen Oddvar Brå Geir Holte Tor Håkon Holte            | Schweiz IAndy Grünenfelder Daniel Sandoz Markus Fähndrich Giachem Guidon   | Schweden IIErik Östlund Thomas Wassberg Sven-Erik Danielsson Torgny Mogren     |
| 35. Nordische Skiweltmeisterschaften |                |                   |                                                                         |                                                                            |                                                                                |
| 18.01.1985                           | Seefeld        | 30 km             | Gunde Svan                                                              | Ove Aunli                                                                  | Harri Kirvesniemi                                                              |
| 22.01.1985                           | Seefeld        | 15 km             | Kari Härkönen                                                           | Thomas Wassberg                                                            | Maurilio De Zolt                                                               |
| 24.01.1985                           | Seefeld        | 4 × 10 km Staffel | NorwegenArild Monsen Pål Gunnar Mikkelsplass Tor Håkon Holte Ove Aunli  | ItalienMarco Albarello Giorgio Vanzetta Maurilio De Zolt Giuseppe Ploner   | SchwedenErik Östlund Thomas Wassberg Thomas Eriksson Gunde Svan                |
| 27.01.1985                           | Seefeld        | 50 km             | Gunde Svan                                                              | Maurilio De Zolt                                                           | Ove Aunli                                                                      |
| 16.02.1985                           | Witoscha       | 15 km             | Gunde Svan                                                              | Tor Håkon Holte                                                            | Pål Gunnar Mikkelsplass                                                        |
| 17.02.1985                           | Witoscha       | 4 × 10 km Staffel | SchwedenErik Östlund Jan Ottosson Torgny Mogren Gunde Svan              | SchweizAndy Grünenfelder Markus Fähndrich Christian Marchon Giachem Guidon | SowjetunionNikolai Simjatow Wladimir Sachnow Wladimir Smirnow Oleksandr Batjuk |
| 23.02.1985                           | Syktywkar      | 15 km             | Gunde Svan                                                              | Tor Håkon Holte                                                            | Christer Majbäck                                                               |
| 03.03.1985                           | Lahti          | 50 km             | Tor Håkon Holte                                                         | Jan Ottosson                                                               | Harri Kirvesniemi                                                              |
| 09.03.1985                           | Falun          | 30 km             | Gunde Svan                                                              | Giachem Guidon                                                             | Thomas Wassberg                                                                |
| 10.03.1985                           | Falun          | 4 × 10 km Staffel | ItalienAlbert Walder Silvano Barco Maurilio De Zolt Giorgio Vanzetta    | SchwedenErik Östlund Thomas Wassberg Torgny Mogren Gunde Svan              | NorwegenArild Monsen Tor Håkon Holte Geir Holte Pål Gunnar Mikkelsplass        |
| 14.03.1985                           | Oslo           | 15 km             | Thomas Wassberg                                                         | Gunde Svan                                                                 | Pål Gunnar Mikkelsplass                                                        |
| 17.03.1985                           | Oslo           | 4 × 10 km Staffel | SchwedenThomas Eriksson Sven-Erik Danielsson Thomas Wassberg Gunde Svan | SchweizAndy Grünenfelder Daniel Sandoz Markus Fähndrich Giachem Guidon     | NorwegenMartin Hole Pål Gunnar Mikkelsplass Vegard Ulvang Ove Aunli            |

### Weltcupstände Männer
| Rang | Name                    | Punkte |
| ---- | ----------------------- | ------ |
| 1.   | Gunde Svan              | 152    |
| 2.   | Tor Håkon Holte         | 117    |
| 3.   | Ove Aunli               | 114    |
| 3.   | Thomas Wassberg         | 114    |
| 5.   | Pål Gunnar Mikkelsplass | 100    |
| 6.   | Torgny Mogren           | 85     |
| 7.   | Kari Härkönen           | 73     |
| 8.   | Giachem Guidon          | 71     |
| 9.   | Harri Kirvesniemi       | 66     |
| 10.  | Geir Holte              | 65     |
| 11.  | Sven-Erik Danielsson    | 62     |
| 12.  | Arild Monsen            | 58     |
| 13.  | Maurilio De Zolt        | 49     |
| 14.  | Erik Östlund            | 41     |
| 15.  | Oleksandr Batjuk        | 40     |
| 15.  | Pierre Harvey           | 40     |
| 15.  | Christer Majbäck        | 40     |
| 18.  | Martin Hole             | 38     |
| 19.  | Nikolai Simjatow        | 36     |
| 20.  | Andy Grünenfelder       | 35     |
| 21.  | Uwe Bellmann            | 33     |
| 22.  | Giorgio Vanzetta        | 31     |

| Rang | Name                | Punkte |
| ---- | ------------------- | ------ |
| 23.  | Veijo Hämäläinen    | 29     |
| 24.  | Wladimir Sachnow    | 28     |
| 25.  | Ladislav Švanda     | 27     |
| 26.  | Audun Endestad      | 24     |
| 26.  | Aki Karvonen        | 24     |
| 28.  | Thomas Eriksson     | 23     |
| 28.  | Jan Ottosson        | 23     |
| 30.  | Pavel Benc          | 21     |
| 30.  | Gianfranco Polvara  | 21     |
| 30.  | Wladimir Smirnow    | 21     |
| 33.  | Patrick Fine        | 19     |
| 33.  | Petr Lisičan        | 19     |
| 33.  | Giuseppe Ploner     | 19     |
| 36.  | Silvano Barco       | 18     |
| 36.  | Oddvar Brå          | 18     |
| 36.  | Juri Burlakow       | 18     |
| 39.  | Per Knut Aaland     | 17     |
| 39.  | Markus Fähndrich    | 17     |
| 41.  | Miloš Bečvář        | 16     |
| 41.  | Albert Walder       | 16     |
| 43.  | Konrad Hallenbarter | 14     |
| 43.  | Kari Ristanen       | 14     |

| Rang | Name                 | Punkte |
| ---- | -------------------- | ------ |
| 45.  | Wladimir Nikitin     | 13     |
| 46.  | Dominique Locatelli  | 11     |
| 46.  | Hans Persson         | 11     |
| 46.  | Vegard Ulvang        | 11     |
| 49.  | Marco Albarello      | 9      |
| 50.  | Alexander Otjkalenko | 8      |
| 51.  | Lars Erik Eriksen    | 6      |
| 51.  | Vladimir Masalev     | 6      |
| 53.  | Andrej Pavljuk       | 5      |
| 54.  | Sergej Igusjev       | 4      |
| 54.  | Ingmar Sömskar       | 4      |
| 56.  | Arne Vidar Olsen     | 3      |
| 56.  | Larry Poromaa        | 3      |
| 56.  | Anatolij Romanov     | 3      |
| 59.  | Jean-Denis Jaussaud  | 2      |
| 59.  | Józef Łuszczek       | 2      |
| 59.  | Markku Marttila      | 2      |
| 59.  | Hans Erik Tofte      | 2      |
| 63.  | Sergej Kitchkin      | 1      |
| 63.  | Iwan Lebanow         | 1      |

## Frauen

### Podestplätze Frauen
| Datum                                | Austragungsort | Disziplin        | Sieger                                                                             | Zweiter                                                                            | Dritter                                                                       |
| ------------------------------------ | -------------- | ---------------- | ---------------------------------------------------------------------------------- | ---------------------------------------------------------------------------------- | ----------------------------------------------------------------------------- |
| 13.12.1984                           | Val di Sole    | 5 km             | Brit Pettersen                                                                     | Antonina Ordina                                                                    | Lilija Wassiltschenko                                                         |
| 14.12.1984                           | Val di Sole    | 3 × 5 km Staffel | FinnlandPirkko Määttä Marja-Liisa Hämäläinen Marjo Matikainen                      | Sowjetunion IAntonina Ordina Raissa Smetanina Lilija Wassiltschenko                | Sowjetunion IIAnfissa Reszowa Julija Stepanowa Ljubov Zimjatova               |
| 14.12.1984                           | Davos          | 10 km            | Berit Aunli                                                                        | Grete Ingeborg Nykkelmo                                                            | Evi Kratzer                                                                   |
| 19.12.1984                           | Davos          | 4 × 5 km Staffel | NorwegenGrete Ingeborg Nykkelmo Berit Aunli Marianne Dahlmo Anette Bøe             | SowjetunionAntonina Ordina Raissa Smetanina Lilija Wassiltschenko Julija Stepanowa | Schweden IMarie Risby Helena Blomqvist Karin Lamberg-Skog Marie Johansson     |
| 35. Nordische Skiweltmeisterschaften |                |                  |                                                                                    |                                                                                    |                                                                               |
| 19.01.1985                           | Seefeld        | 10 km            | Anette Bøe                                                                         | Marja-Liisa Kirvesniemi                                                            | Grete Ingeborg Nykkelmo                                                       |
| 23.01.1985                           | Seefeld        | 4 × 5 km Staffel | SowjetunionTamara Tichonowa Raissa Smetanina Lilija Wassiltschenko Anfissa Reszowa | NorwegenAnette Bøe Anne Jahren Grete Ingeborg Nykkelmo Berit Aunli                 | DDRManuela Drescher Gaby Nestler Antje Misersky Ute Noack                     |
| 26.01.1985                           | Seefeld        | 20 km            | Grete Ingeborg Nykkelmo                                                            | Brit Pettersen                                                                     | Anette Bøe                                                                    |
| 14.02.1985                           | Klingenthal    | 10 km            | Anette Bøe                                                                         | Grete Ingeborg Nykkelmo                                                            | Anfisa Reztsova                                                               |
| 18.02.1985                           | Nové Město     | 5 km             | Anette Bøe                                                                         | Anfisa Reztsova                                                                    | Viera Klimková                                                                |
| 23.02.1985                           | Syktywkar      | 20 km            | Raissa Smetanina                                                                   | Evi Kratzer                                                                        | Iraida Kliagina                                                               |
| 02.03.1985                           | Lahti          | 5 km             | Marie Risby                                                                        | Brit Pettersen                                                                     | Marianne Dahlmo                                                               |
| 09.03.1985                           | Falun          | 10 km            | Anette Bøe                                                                         | Grete Ingeborg Nykkelmo                                                            | Anna-Lena Fritzon                                                             |
| 10.03.1985                           | Falun          | 4 × 5 km Staffel | NorwegenGrete Ingeborg Nykkelmo Trude Dybendahl Marianne Dahlmo Anette Bøe         | SchwedenMarie Risby Marie Johansson Anna-Lena Fritzon Karin Lamberg-Skog           | FinnlandPirkko Määttä Eija Hyytiäinen Marjo Matikainen Marja-Liisa Hämäläinen |
| 16.03.1985                           | Oslo           | 20 km            | Anette Bøe                                                                         | Grete Ingeborg Nykkelmo                                                            | Brit Pettersen                                                                |
| 17.03.1985                           | Oslo           | 4 × 5 km Staffel | NorwegenGrete Ingeborg Nykkelmo Anne Jahren Berit Aunli Anette Bøe                 | SchwedenMarie Johansson Gunnel Mörtberg Anna-Lena Fritzon Karin Lamberg-Skog       | DDRAntje Misersky Gaby Nestler Simone Opitz Ute Noack                         |

### Weltcupstände Frauen
| Rang | Name                    | Punkte |
| ---- | ----------------------- | ------ |
| 1.   | Anette Bøe              | 144    |
| 2.   | Grete Ingeborg Nykkelmo | 123    |
| 3.   | Brit Pettersen          | 113    |
| 4.   | Berit Aunli             | 96     |
| 5.   | Evi Kratzer             | 93     |
| 6.   | Ute Noack               | 91     |
| 6.   | Anfisa Reztsova         | 91     |
| 8.   | Marie Risby             | 85     |
| 8.   | Raissa Smetanina        | 85     |
| 10.  | Marja-Liisa Kirvesniemi | 80     |
| 11.  | Anne Jahren             | 74     |
| 12.  | Julija Schamschurina    | 60     |
| 13.  | Antonina Ordina         | 53     |
| 14.  | Ljubov Zimjatova        | 51     |
| 15.  | Tamara Tichonowa        | 47     |
| 15.  | Lilija Wassiltschenko   | 47     |
| 17.  | Viera Klimková          | 42     |
| 17.  | Simone Opitz            | 42     |
| 19.  | Marianne Dahlmo         | 40     |
| 19.  | Karin Lamberg-Skog      | 40     |

| Rang | Name                 | Punkte |
| ---- | -------------------- | ------ |
| 19.  | Dagmar Švubová       | 40     |
| 22.  | Alžbeta Havrančíková | 39     |
| 23.  | Marie Johansson      | 34     |
| 24.  | Anna-Lena Fritzon    | 32     |
| 24.  | Gaby Nestler         | 32     |
| 26.  | Eija Hyytiäinen      | 31     |
| 27.  | Christine Brügger    | 29     |
| 28.  | Guidina Dal Sasso    | 26     |
| 29.  | Karin Jäger          | 25     |
| 30.  | Annika Dahlman       | 20     |
| 30.  | Marie-Andrée Masson  | 20     |
| 30.  | Gunnel Mörtberg      | 20     |
| 30.  | Karin Thomas         | 20     |
| 34.  | Iraida Kliagina      | 19     |
| 35.  | Helena Blomqvist     | 17     |
| 36.  | Marjo Matikainen     | 16     |
| 37.  | Natalia Furlatowa    | 14     |
| 38.  | Pirkko Määttä        | 13     |
| 39.  | Nina Paramanova      | 12     |
| 39.  | Blanka Paulů         | 12     |

| Rang | Name                         | Punkte |
| ---- | ---------------------------- | ------ |
| 41.  | Nina Skeime                  | 11     |
| 42.  | Marcela Jebavá               | 10     |
| 43.  | Natalia Sjatajmets           | 9      |
| 44.  | Marit Elveos                 | 8      |
| 44.  | Tatjana Romanova             | 8      |
| 46.  | Swetlana Sacharowa           | 7      |
| 47.  | Gry Oftedal                  | 6      |
| 48.  | Susan Long                   | 5      |
| 48.  | Valentina Luskjevitj         | 5      |
| 48.  | Antje Misersky               | 5      |
| 51.  | Susann Kuhfittig             | 4      |
| 51.  | Ellen Lunde                  | 4      |
| 51.  | Maria Tomasevitj             | 4      |
| 54.  | Jenny Walker                 | 3      |
| 54.  | Marit Wold                   | 3      |
| 56.  | Hilde Gjermundshaug Pedersen | 2      |
| 57.  | Eugenia Bitchougova          | 1      |
| 57.  | Astrid Dæhlie                | 1      |